# Luis Felipe Laverde
Luis Felipe Laverde Jimenez (født 6. juli 1979) er en colombiansk tidligere landevejscykelrytter. Hans største etapesejere er på den 14. etape i Giro d'Italia 2006 og den 6. etape i Giro d'Italia 2007.